# کلی گریسون
کلی گریسون (به انگلیسی: Kelly Greyson) یک بازیگر زن آمریکایی است. نقش‌های مهم بازیگری او عبارتند از لانا در فیلم بازگشت به مخفیگاه (۲۰۱۳)، تایرا در پسر کوچک (۲۰۱۵)، کتی رینولدز در اختلال در صلح (۲۰۲۰)، پم هریس در نجات از مرگ (۲۰۲۱) و کیت در فیلم‌های قلعه (۲۰۲۱) و قلعه ۲ (۲۰۲۲) است.